# Верблюжий (посёлок)
Верблю́жий — посёлок в Ахтубинском районе Астраханской области, входит в состав Удаченского сельсовета. 

## География
Посёлок находится в юго-восточной части района, на автодороге регионального значения 12Р-001 Волгоград — Астрахань. Абсолютная высота — 3 м ниже уровня моря.

## История
В 1969 году Указом Президиума ВС РСФСР посёлок железнодорожной станции Верблюжья переименован в Верблюжий.

## Население
| 2002 | 2010 |
| ---- | ---- |
| 301  | ↘269 |

### Национальный состав
Согласно результатам переписи 2002 года, в национальной структуре населения русские составляли 54 % из 301 чел., казахи — 38 %.

## Инфраструктура
Обслуживание железнодорожной дороги, автомобильной трассы.

## Транспорт
В посёлке расположена железнодорожная станция Верблюжья на линии Верхний Баскунчак — Астрахань.